# Invasión de Vela de Coro de 1929
La invasión de Vela de Coro de 1929 fue una invasión militar en Venezuela en contra del dictador Juan Vicente Gómez planificado por Rafael Simón Urbina, Ramón Torres y Gustavo Machado. La incursión tuvo como objetivo iniciar un levantamiento en contra del dictador, pero los rebeldes fueron derrotados fuerzas gubernamentales lideradas por el general León Jurado. 

## Invasión
El 8 de junio de 1929, el grupo liderado por Rafael Simón Urbina, Ramón Torres y Gustavo Machado toma el Fuerte Ámsterdam en Curazao, apresaron al gobernador de la isla, Leonard Albert Fruytier, y capturaron una gran cantidad de armas y municiones. Posteriormente, con 250 hombres (incluyendo a Miguel Otero Silva, José Tomás Jiménez y Guillermo Prince Lara), capturaron el barco de vapor Maracaibo, llevándose al gobernador Fruytier de rehén, e invadieron por La Vela de Coro, en el estado Falcón. Los rebeldes estaban siendo esperados y el 13 de junio fueron derrotados por las fuerzas gubernamentales lideradas por el general León Jurado.

## Desenlace
Después de la derrota, los participantes regresaron al exilio. Rafael Simón Urbina se refugió en la sierra de Falcón para luego huir a Colombia y Panamá.
Juan Vicente Gómez no utilizaba las tropas del ejército nacional para combatir estas invasiones, sino que recurría a tropas colecticias, en su mayoría gente campesina bajo el mando de oficiales de la época de la «restauración».